# 柳瀬ろと
2025年8/16初配信のVTuber。
夜瀬らうさんがイラスト、モデリングは自分で担当した半セルフ受肉VTuberで現役live2dモデラーとして活動している。
初配信にお酒を飲んだり、リスナーさんを罵倒するなど見事な暴れっぷりを見せた。
毎週月曜日に定例配信をしている。
1. ↑  “柳瀬ろと”. YouTube. 2025年8月17日閲覧。